# La Chapelle-Laurent
La Chapelle-Laurent település Franciaországban, Cantal megyében. Lakosainak száma 239 fő (2022. január 1.). La Chapelle-Laurent Celoux, Massiac, Saint-Poncy, Lubilhac és Mercœur községekkel határos.

## Népesség
A település népességének változása:
| Lakosok száma | 485  | 414  | 399  | 344  | 319  | 298  | 261  | 254  | 249  | 239  |
|               | 1968 | 1982 | 1990 | 2006 | 2013 | 2015 | 2017 | 2019 | 2020 | 2022 |